# Luci Lucreci Triciptí
Luci Lucreci Triciptí (en llatí Lucius Lucretius Triciptinus) va ser un magistrat romà. Era probablement fill de Titus Lucretius T. F. Triciptinus. Formava part de la gens Lucrècia i era de la família dels Triciptí.
Va ser elegit cònsol l'any 462 aC amb Tit Veturi Gemí Cicurí II. Els volscs van atacar territori romà i quan retornaven al seu país carregats de botí van ser atacats per Triciptí i quasi aniquilats. Per aquesta victòria va obtenir els honors del triomf. L'any 461 aC va defensar a Ceso Quint que havia estat portat a judici pel tribú Aule Virgini. Dionís d'Halicarnàs diu que l'any 449 aC Triciptí va ser un dels senadors que va defensar l'abolició del decemvirat.